# Sidi Ahmed
Sidi Ahmed (em árabe: سيدي أحمد) é uma comuna localizada na província de Saïda, Argélia. De acordo com o censo de 2008, a população total da cidade era de 14 592 habitantes.